# Logistykochłonność
Logistykochłonność – jest to zdolność regionu do stworzenia optymalnych warunków zagospodarowania przestrzennego, a także warunków technicznych, organizacyjnych i ekonomicznych, niezbędnych w obsłudze logistycznej, stosowanie do bieżących i przyszłych zasobów rzeczowych i ludzkich w regionie.